# آثار ملی ایران

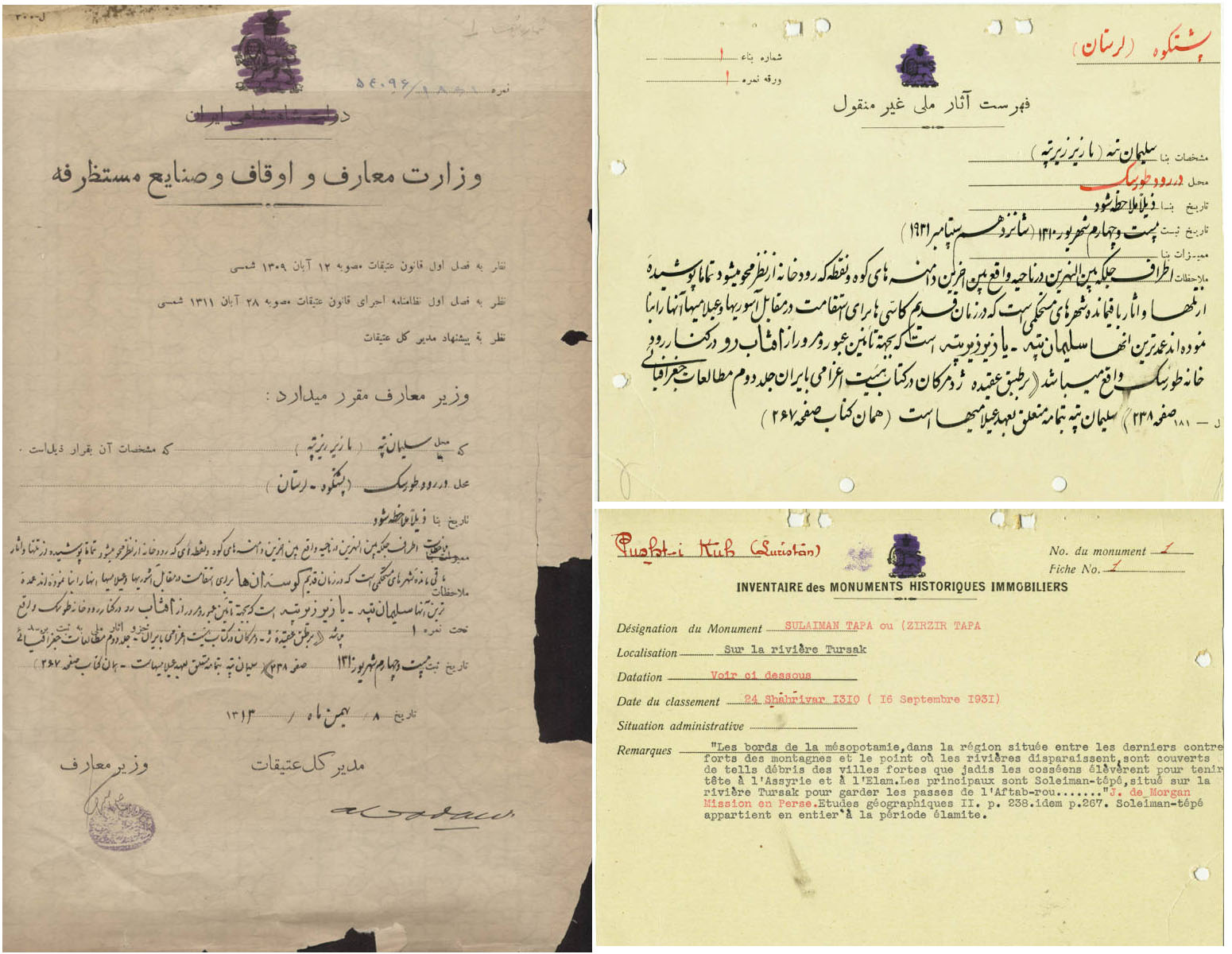
سند ثبت نخستین اثر ملی ایران: سلیمان‌تپه (ایلام)

آثار ملی ایران مجموعه‌ای از آثار تاریخی ایران است که به سبب قانون حفظ آثار ملی مصوبه ۱۳۰۹ مجلس شورای ملی به‌طور رسمی ثبت شده‌اند. طبق این قانون «کلیه آثار صنعتی و ابنیه و اماکنی که تا اختتام دوره سلسله زندیه در مملکت ایران احداث شده، اعم از منقول و غیرمنقول، با رعایت ماده سه این قانون می‌توان جزء آثار ملی ایران محسوب داشت و در تحت حفاظت و نظارت دولت می‌باشد.» پس از ۲۵ سال، در تاریخ ۱۱ بهمن ۱۳۳۴ با ثبت کاخ گلستان، ممنوعیت ثبت آثار مربوط به قاجاریه و پس از آن عملاً برداشته شد.
طبق اعلام وزارت میراث فرهنگی، فهرست آثار ملی ایران هم‌اکنون دربرگیرندهٔ حدود ۳۹ هزار اثر ثبت‌شده است.

## ثبت
فرایند ثبت در فهرست آثار ملی پنج مرحله دارد، یک اثر باید دارای حداقل یکی از چند مشخصه اصلی باشد:
- الف) اثر نشان دهنده مقطعی از تاریخ ملی یا بین‌المللی با بار غنی فرهنگی و تاریخی باشد.
- ب) اثر متعلق یا در ارتباط با شخصیت‌های برجسته تاریخ کشور یا نشان‌گر گوشه‌ای از زندگی، فعالیت یا آثار آنان باشد.
- پ) اثر در سطح ملی یا بین‌المللی شاخص یک مبدأ تاریخی یا نقطه عطف در تاریخ انسان یا دست ساخته‌های او یا حرکتی تاریخی باشد.
- ت) اثر در سطح ملی یا بین‌المللی حاوی اطلاعات جامعی از تاریخ و معارف انسانی، فرهنگ و تمدن بشری تاریخ علوم و فنون هنرها باشد یا نقش تعیین‌کننده ایی را در این زمینه ایفا کند.
- ث) اثر نزد عامه مردم و عرف مورد احترام یا توجه خاص باشد.

طبق قانون تشکیل سازمان میراث فرهنگی مصوب سال ۱۳۶۷ و قانون مجازات اسلامی ایران در خصوص آثار تاریخی، وظیفه تشخیص آثاری که قابلیت حفظ و نگهداری و ثبت در فهرست آثار ملی کشور را دارا هستند بر عهده سازمان میراث فرهنگی است. بند ششم از مادهٔ سوم قانون اساسنامه سازمان میراث فرهنگی کشور مصوب سال ۱۳۶۷ در خصوص شرح وظایف این سازمان به صراحت می‌گوید «ثبت آثار ارزشمند منقول و غیرمنقول فرهنگی-تاریخی کشور در فهرست آثار ملی و فهرست‌های ذی‌ربط» از جمله وظایف این سازمان است.

## امتیازات ثبت
طبق قانون، ابنیه و اماکن ثبت شده در فهرست آثار ملی از پرداخت عوارض شهرداری معافند: ماده واحده–کلیه ابنیه، اماکن و محوطه‌های تاریخی که در تصرف یا مالکیت سازمان میراث فرهنگی کشور می‌باشند و بناها و اماکنی که در تصرف یا مالکیت اشخاص حقیقی یا حقوقی است و طبق قوانین مربوط در فهرست آثار ملی ایران به ثبت رسیده‌اند یا می‌رسند و همچنین موزه‌ها تحت پوشش سازمان یادشده از پرداخت کلیه عوارض شهرداری معاف می‌باشند.

## تاریخچه ثبت
ثبت آثار ملی را محمدعلی فروغی در ایران باب کرد. او در دوازدهم آبان ۱۳۱۲ «قانون حفظ آثار عتیقه» را در مجلس شورای ملی به تصویب رساند که همه آثار هنری، ابنیه و اماکنی که تا پایان دوره زندیه پدید آمده بود را آثار ملی ایران به‌شمار می‌آورد و زیر حفاظت و نظارت دولت می‌برد. این قانون دولت را مکلف کرد همه آثار ملی را شناسایی و فهرست کند و به اطلاع عموم برساند. کسانی که آثار ملی در اختیار داشتند موظف شدند به دولت اطلاع دهند و پس از آن نیز آن اثر را در مالکیت خود نگه دارند اما در عین حال دولت حق هر گونه اقدامی در جهت حفظ آن اثر را داشت. انتقال مالکیت اثر نیز با اجازه و زیر نظر دولت ممکن بود.
قانون حفظ آثار عتیقه برای هر گونه آسیب زدن به آثار ملی یا اقداماتی در مجاورت این آثار که سبب «تزلزل بنیان یا تغییر صورت» آنها شود، پنجاه تا هزار تومان جریمه تعیین کرد. برای معامله این آثار بدون اطلاع و اجازه دولت، جزای نقدی برابر بهای فروش آن تعیین شد.
این قانون، حفر اراضی و کاوش برای استخراج آثار ملی را منحصراً حق دولت اعلام کرد. مالکان اراضی خصوصی حق امتناع از اجازه حفاری نداشتند و فقط می‌توانستند در برابر زمینی که از استفاده آن محروم می‌شدند یا خسارت احتمالی، حقی طلب کنند. اگر کاوشگری غیر از دولت اثری ملی کشف می‌کرد، دولت می‌توانست تا ده فقره از اشیای کشف شده را به انتخاب خود تملک کند و از بقیه، نصف را به کاشف واگذار و نصف دیگر را ضبط کند. اشیایی که سهم دولت بود باید در مجموعه‌ها و موزه‌های دولتی نگهداری می‌شد و فروش آنها ممنوع بود.
در ۲۸ آبان ۱۳۱۱ نظام‌نامه اجرایی قانون عتیقه‌جات در ۴ فصل به تصویب رسید؛ که طبق آن آثار ملی دوران قاجار در این لیست جایی نداشتند. در ۲۳ آذر ۱۳۱۳ اساسنامه جدید آثار ملی ایران به تصویب رسید که طبق لایحه‌ای، حفاظت و مرمت آثار دوره قاجار که جنبه عمومی داشت نیز مشمول قانون عتیقات سال ۱۳۰۹ شد.
در ۲۴ شهریور ۱۳۱۰ نخستین گروه از آثار ملی ایران ثبت گردیدند. اولین اثر سلیمان‌تپه (ایلام) بود که توسط آندره گدار معرفی شده بود در لیست یا فهرست آثار ملی ثبت شد. تا پایان دوره رضاشاه ۳۴۰ و تا پایان دوره پهلوی ۱۶۳۳ اثر در لیست آثار ملی ایران به ثبت رسید.
از اواسط دهه هفتاد با سرعت گرفتن روند ثبت آثار ملی روند تخریب آثار تاریخی هم شدت گرفت و مالکان آثار تاریخی پیش از ثبت آنها دست به تخریبشان زدند. بسیاری از مالکان هم به واسطه دیوان عدالت اداری دست زدند.
در سال ۱۴۰۱ مرکز پژوهش‌های مجلس شورای اسلامی در گزارشی لزوم تغییر قانون مذکور به دلایل متعددی مثل امکان خروج از ثبت آثار ملی توسط دیوان عدالت اداری، عیب در معیار تشخیص، نامشخص بودن فرایند ثبت، لزوم افزوده شدن مصداق‌ها در کنار معیارها را مورد توجه قرار داد. در ادامه طرحی با عنوان طرح اصلاح مواد (۱) تا (۴) قانون راجع به حفظ آثار ملی در تاریخ دوم مرداد ۱۴۰۱ با امضای ۲۵ نماینده اعلام وصول گردید که ایرادات مذکور را با محور قراردادن آثار غیرمنقول مورد توجه قرار داده است. این طرح در حال حاضر به کمیسیون فرهنگی مجلس شورای اسلامی ارجاع شده است و در آینده قرار است مورد بررسی قرار گیرد.

## دسته‌بندی آثار ملی ایران به تفکیک استان‌ها
- آذربایجان شرقی
- آذربایجان غربی
- مازندران
- اصفهان
- البرز
- ایلام
- بوشهر
- تهران
- چهارمحال و بختیاری
- خراسان جنوبی
- خراسان رضوی
- خراسان شمالی
- خوزستان
- زنجان
- سمنان
- سیستان و بلوچستان
- فارس
- قزوین
- قم
- کردستان
- کرمان
- کرمانشاه
- کهگیلویه و بویراحمد
- گلستان
- گیلان
- لرستان
- اردبیل
- مرکزی
- هرمزگان
- همدان
- یزد